# 宮坂学

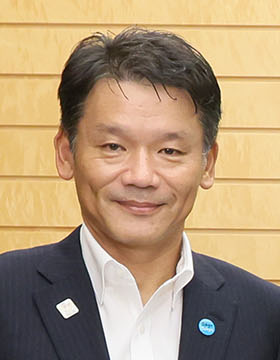
2024年

宮坂 学（みやさか まなぶ、1967年11月11日 - ）は、日本の実業家。ヤフー株式会社代表取締役社長や、同社取締役会長、一般社団法人日本IT団体連盟会長、東京都参与を経て、東京都副知事。山口県防府市出身。

## 経歴
1986年山口県立防府高等学校を経て、同志社大学経済学部卒業。毎日新聞社からの内定を辞退し、採用PRのベンチャー企業ユー・ピー・ユーに入社。
1997年6月、設立2年目のヤフー株式会社に転職、2002年1月メディア事業部事業部長に就任、2009年執行役員コンシューマ事業統括本部長に就任。前社長兼CEO・井上雅博の後を受け2012年4月1日執行役員のままCEO就任、2012年6月からヤフー株式会社代表取締役社長に就任。
2013年6月21日付でソフトバンク（現・ソフトバンクグループ）取締役に就任。2013年ヤフーから1億円の役員報酬を受けた。2016年7月一般社団法人日本IT団体連盟会長。2017年6月ソフトバンク取締役。2018年2月Zコーポレーション株式会社代表取締役。2018年4月Zコーポレーション株式会社代表取締役社長。
2018年1月24日ヤフー株式会社新執行体制移行のため株主総会の決議を経て代表権のない会長に退くことを発表。後任社長は川邊健太郎最高経営責任者副社長執行役員 2019年6月18日付でヤフー株式会社取締役会長を退任し、同日付でJSR株式会社取締役に就任。同年7月1日付で猪熊純子とともに東京都参与に就任し、ソサエティー5.0社会実装モデルの検討に関することを委嘱分野とした。同年9月に小池百合子東京都知事により、猪瀬直樹以来となる民間出身の東京都副知事への起用が提示され、同年9月10日、東京都議会の同意を経て20日付で東京都副知事に就任し、Society 5.0施策の推進、5G施策の推進、東京の成長戦略及び働き方改革等の都政改革に関する助言を担任事項とした。2023年、都の外郭団体として新設されたGovTech東京理事長に就任。

## 発言
かつて都庁にはWi-Fiがなく、FAXを使用していたが、ペーパーレス化を推進させ、具体的には紙が7割程度、FAXも約99％減少させた。都庁は「原始時代」だったと述べている。

## テレビ番組
- 日経スペシャル カンブリア宮殿 爆走する国民的サイト！これがネットの底力だ！（2014年11月27日、テレビ東京）[16]